# 磯女
磯女（いそおんな）為日本九州傳說的妖怪。

## 概要
外型為上半身是長髮美女，下半身的外型不明，有說法稱下半身是像幽靈一樣模糊或者長的像是蛇或龍一般。
傳說中她會用呼聲引誘人接近，再用頭髮纏住受害的人，然後通過毛髮吸血。